# Paddy Buckley
Paddy Buckley (Leith, 31 gennaio 1925 – Tranent, 4 novembre 2008) è stato un calciatore scozzese, di ruolo attaccante ed a termine carriera e difensore.

## Biografia
Sposato con Lena, ebbe cinque figli: John, Graham, Kevin, Don e Pat, che seguì le orme paterne diventando anch'egli calciatore.

## Carriera

### Club
Cresciuto nel Bo'ness Utd, con cui vince la Scottish Junior Club nel 1948, viene ingaggiato dal St. Johnstone con cui ottiene il sesto posto della Scottish Division Two 1948-1949.
La stagione seguente ottiene il quarto posto, a cui ne segue un quinto in quella successiva. Nell'ultima stagione con i Saints chiude l'anno all'undicesimo posto finale.
Nel 1952 viene ingaggiato dall'Aberdeen, club militante in massima serie. Nella prima stagione con i Dons ottiene l'undicesimo posto finale e perde la finale di Scottish Cup 1952-1953 contro i Rangers, mentre l'anno seguente ottiene il nono piazzamento e perde la finale di Scottish Cup contro il Celtic. Con i Dons vince la Scottish Division A 1954-1955, mentre la stagione seguente ottiene il secondo posto finale alle spalle dei Rangers, ma vincendo la Coppa di Lega.
Nell'ultima stagione con l'Aberdeen ottiene il sesto posto finale.
Buckley chiuderà prematuramente la carriera ai massimi livelli a causa di alcuni problemi al ginocchio, limitando la sua attività sportiva ad alcune apparizioni nell'Highland Football League con il Caledonian, riciclandosi come terzino.

### Nazionale
Ha giocato tre incontri con la nazionale scozzese, segnando una rete.

## Statistiche

### Cronologia presenze e reti in Nazionale
| Cronologia completa delle presenze e delle reti in nazionale ― Scozia | Cronologia completa delle presenze e delle reti in nazionale ― Scozia | Cronologia completa delle presenze e delle reti in nazionale ― Scozia | Cronologia completa delle presenze e delle reti in nazionale ― Scozia | Cronologia completa delle presenze e delle reti in nazionale ― Scozia | Cronologia completa delle presenze e delle reti in nazionale ― Scozia | Cronologia completa delle presenze e delle reti in nazionale ― Scozia | Cronologia completa delle presenze e delle reti in nazionale ― Scozia |
| Data                                                                  | Città                                                                 | In casa                                                               | Risultato                                                             | Ospiti                                                                | Competizione                                                          | Reti                                                                  | Note                                                                  |
| --------------------------------------------------------------------- | --------------------------------------------------------------------- | --------------------------------------------------------------------- | --------------------------------------------------------------------- | --------------------------------------------------------------------- | --------------------------------------------------------------------- | --------------------------------------------------------------------- | --------------------------------------------------------------------- |
| 5-5-1954                                                              | Glasgow                                                               | Scozia                                                                | 1 – 0                                                                 | Norvegia                                                              | Amichevole                                                            | -                                                                     |                                                                       |
| 16-10-1954                                                            | Cardiff                                                               | Galles                                                                | 0 – 1                                                                 | Scozia                                                                | Torneo Interbritannico 1955                                           | 1                                                                     |                                                                       |
| 3-11-1954                                                             | Glasgow                                                               | Scozia                                                                | 2 – 2                                                                 | Irlanda del Nord                                                      | Torneo Interbritannico 1955                                           | -                                                                     |                                                                       |
| Totale                                                                |                                                                       | Presenze                                                              | 3                                                                     |                                                                       | Reti                                                                  | 1                                                                     |                                                                       |

## Palmarès
- Campionato scozzese di calcio: 1

Aberdeen: 1955
- Scottish League Cup: 1

Aberdeen: 1956